# Ральф Мінге
Ральф Мінге (нім. Ralf Minge, нар. 8 жовтня 1960, Редерланд) — німецький футболіст, що грав на позиції нападника. По завершенні ігрової кар'єри — тренер.
Виступав, зокрема, за клуб «Динамо» (Дрезден), а також національну збірну НДР.
Дворазовий чемпіон НДР.

## Клубна кар'єра
У дорослому футболі дебютував 1980 року виступами за команду «Динамо» (Дрезден), кольори якої і захищав протягом усієї своєї кар'єри гравця, що тривала дванадцять років.  Більшість часу, проведеного у складі дрезденського «Динамо», був основним гравцем атакувальної ланки команди. У складі дрезденського «Динамо» був одним з головних бомбардирів команди, маючи середню результативність на рівні 0,46 гола за гру першості. На момент заершення ігрової кар'єри став третім найкращим бомбардиром в історії дрезденського «Динамо».

## Виступи за збірну
1983 року дебютував в офіційних матчах у складі національної збірної НДР.
Загалом протягом кар'єри у національній команді, яка тривала 7 років, провів у її формі 36 матчів, забивши 8 голів.

## Кар'єра тренера
Починав тренерську кар'єру у рідному дрезденському «Динамо», команду якого тренував у першій половині 1990-х.
Згодом працював з командами «Ерцгебірге Ауе» та «Фортуна» (Кельн), першу половину 2000-х провів у клубі «Баєр 04», де опікувався підготовкою команди дублерів.
Протягом 2006–2007 років очолював тренерський штаб молодіжної збірної Грузії, а у 2010–2011 роках тренував збірну Німеччини U-20.
Згодом знову працював з дублерами «Баєра 04».

## Титули і досягнення
- Чемпіон НДР (2):

«Динамо» (Дрезден): 1988-89, 1989-90
- Володар Кубка НДР (4):

«Динамо» (Дрезден): 1981-82, 1983-84, 1984-85, 1989-90